# Lucien Cailliet
Lucien Cailliet  (22 de mayo de 1891-3 de enero de 1985) fue un compositor, director de orquesta, arreglista y clarinetista franco-estadounidense.

## Biografía
Cailliet nació en 1891 en Dampierre-sur-Moivre, en el norte de Francia.
Estudió música en varios conservatorios franceses, graduándose a los 22 años en el Conservatorio de Dijon. Posteriormente, continuó sus estudios en el Conservatorio Nacional de París. Sirvió en el ejército francés donde dirigió una banda militar con la que, en 1915, realizó una gira con la banda por los Estados Unidos que incluyó una actuación en la Exposición Internacional Panamá-Pacífico.
Entre 1919 y 1920, Cailliet emigró a los Estados Unidos y se unió a la Orquesta de Filadelfia como clarinetista, saxofonista y arreglista de personal, donde trabajó en estrecha colaboración con Leopold Stokowski. Por esta época también fundó la Sinfónica de viento de Cherry Hill, que más tarde se convertiría en la Sinfónica de viento del sur de Nueva Jersey. En 1923, a los 32 años, se convirtió en ciudadano estadounidense y asistió a la escuela de posgrado en la Academia Musical de Filadelfia.
Cailliet se desempeñó como director asociado de The Allentown Band (Pennsylvania) a partir de 1934, tiempo durante el cual dirigió muchos de sus propios arreglos. Después de recibir su Doctorado en Música en 1937, se mudó a California para dar clase como profesor en la Universidad del Sur de California. Después de siete años allí, decidió dedicar su tiempo a la dirección invitada y la composición de bandas sonoras para películas. En la década de 1950, vivió en Kenosha (Wisconsin), donde trabajó para la productora de instrumentos musicales G. Leblanc Company y dirigió la Orquesta Sinfónica de Kenosha.
Lucien Cailliet murió en Woodland Hills, Los Ángeles en 1985, a los 93 años.

## Composiciones y arreglos
Cailliet se hizo conocido por sus muchos arreglos fieles de música orquestal para conjunto de viento. Sus arreglos de Elsa's Procession to the Cathedral (de la ópera Lohengrin de Wagner ) y Finlandia (un poema sinfónico de Jean Sibelius) se han convertido en elementos básicos del repertorio de los conjuntos de viento. En 1933, Cailliet interpretó Sarabande et Theme de Reynaldo Hahn en clarinete bajo con la Orquesta de Stokowski. En 1937 hizo un nuevo arreglo de la suite para piano de Modest Músorgski Pictures at an Exhibition para orquesta completa. En 1938, escribió "Variations on the Theme Pop! Goes the Weasel", un arreglo que sigue siendo el favorito de bandas y orquestas. También orquestó tres piezas para piano de Serguéi Rajmáninov : la Serenata No. 5 de Morceaux de fantaisie Opus 3, el Preludio No. 5 en Sol menor de los 10 preludios del Opus 23, y el Preludio No. 5 en Sol mayor de los 13 preludios del Opus 32. También realizó varios arreglos para clarinete coral que se han convertido en elementos básicos del repertorio.
Cailliet también disfrutó de una prolífica carrera creando música para películas. Contribuyó a casi cincuenta películas como compositor o arreglista. Entre las más conocidas de estas películas se encuentran She Wore a Yellow Ribbon, Los diez mandamientos (para la cual Elmer Bernstein escribió la partitura) y Duelo de titanes. Su orquestación más famosa es la pieza virtuosa para piano y orquesta Midnight on the Cliffs del pianista y compositor Leonard Pennario, para la película de Andrew L. Stone, Julie (1956).